# Chérêt
Chérêt ist eine französische Gemeinde mit 146 Einwohnern (Stand 1. Januar 2022) im Département Aisne in der Region Hauts-de-France (vor 2016 Picardie). Sie gehört zum Arrondissement Laon und zum Kanton Laon-2.

## Geografie
Die Gemeinde Chérêt liegt im Nordosten des Höhenzuges Chemin des Dames, sieben Kilometer südöstlich von Laon. Nachbargemeinden von Chérêt sind Bruyères-et-Montbérault im Nordwesten und Westen, Parfondru im Norden und Nordosten,  Montchâlons im Osten, Orgeval im Südosten sowie Martigny-Courpierre im Südwesten. 

## Bevölkerungsentwicklung
| Jahr                       | 1962 | 1968 | 1975 | 1982 | 1990 | 1999 | 2006 | 2014 | 2021 |
| Einwohner                  | 101  | 88   | 111  | 111  | 122  | 131  | 125  | 137  | 144  |
| Quellen: Cassini und INSEE |      |      |      |      |      |      |      |      |      |

## Sehenswürdigkeiten

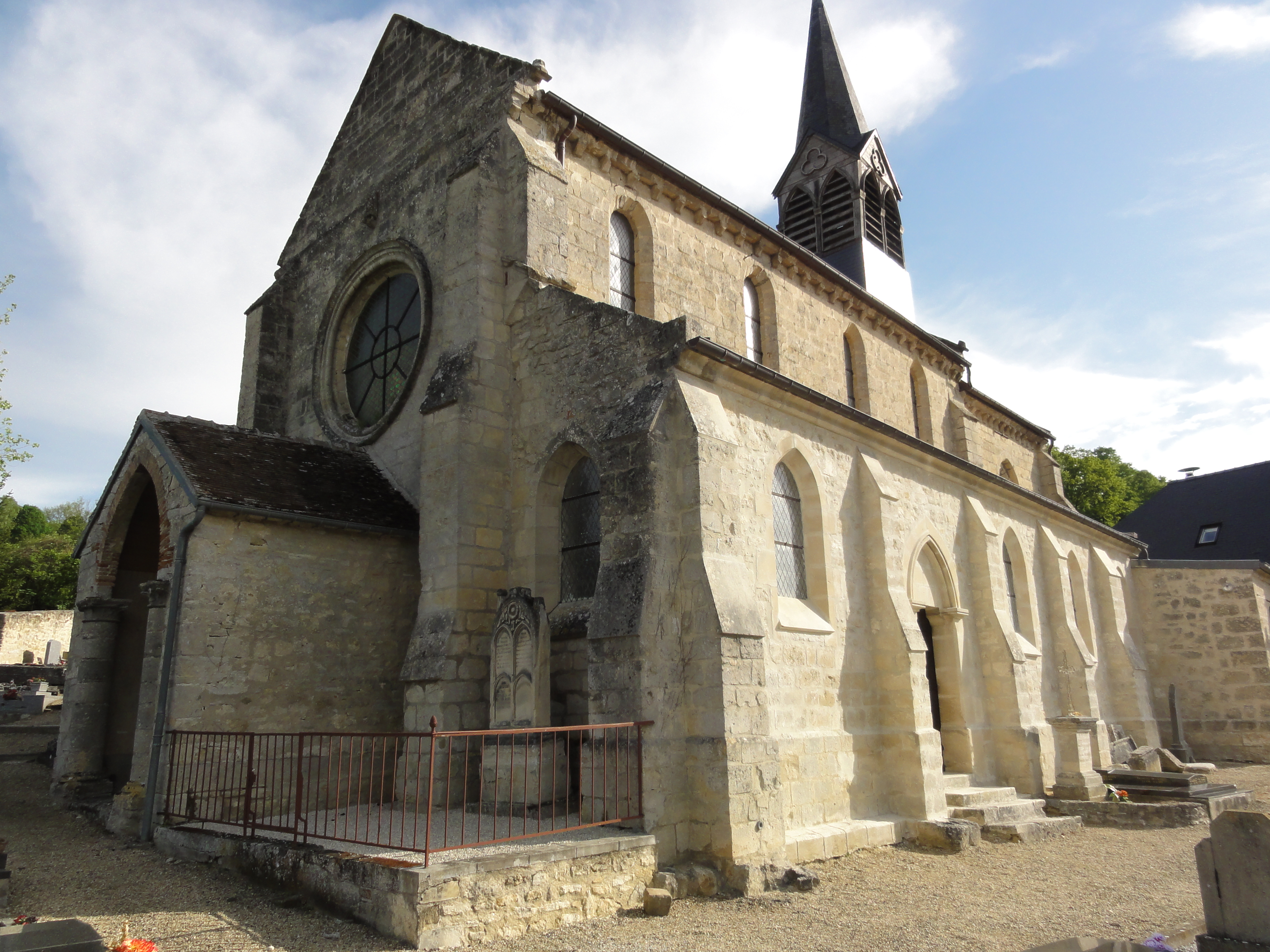
Kirche Saint-Nicolas
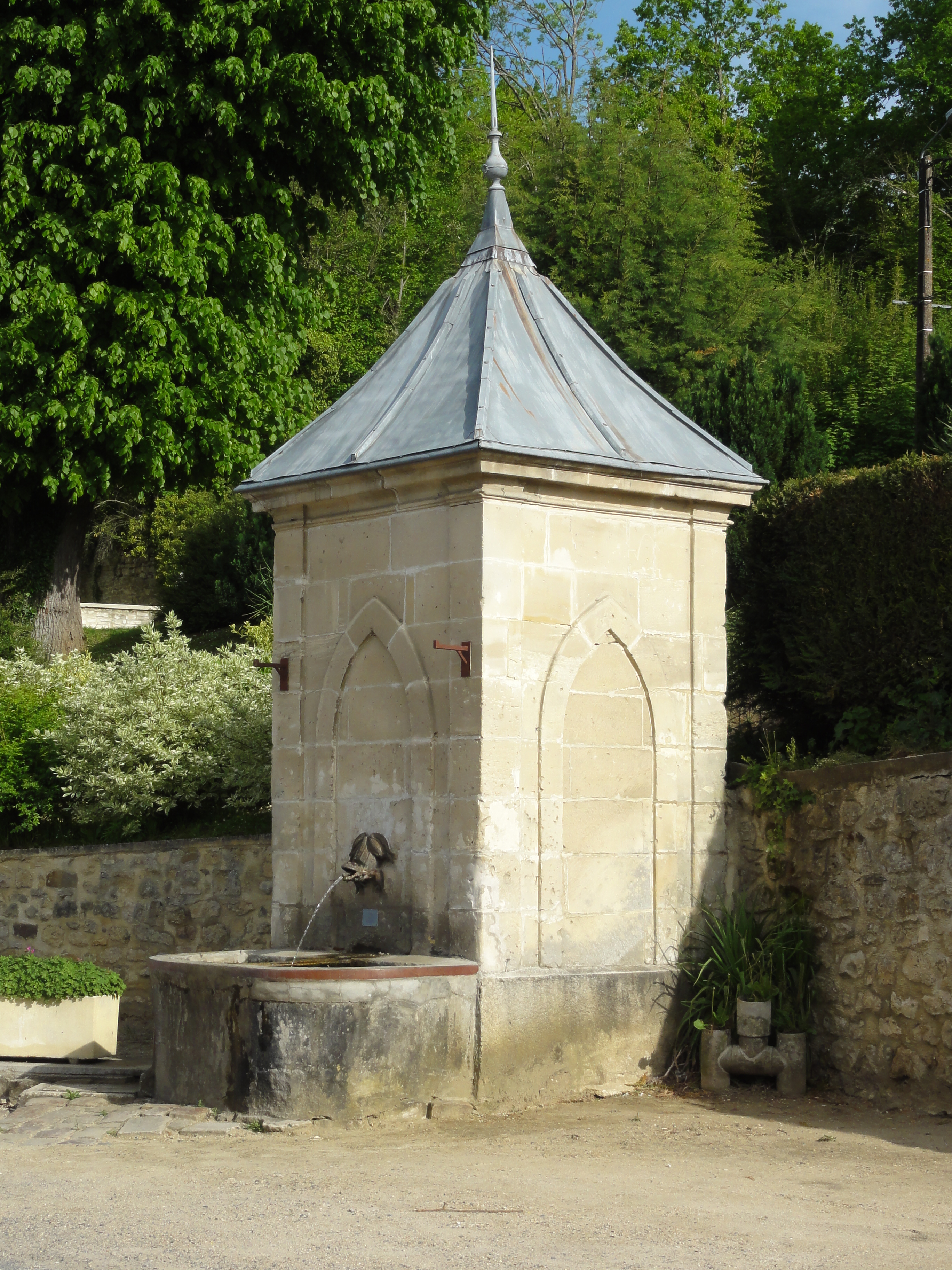
Brunnen
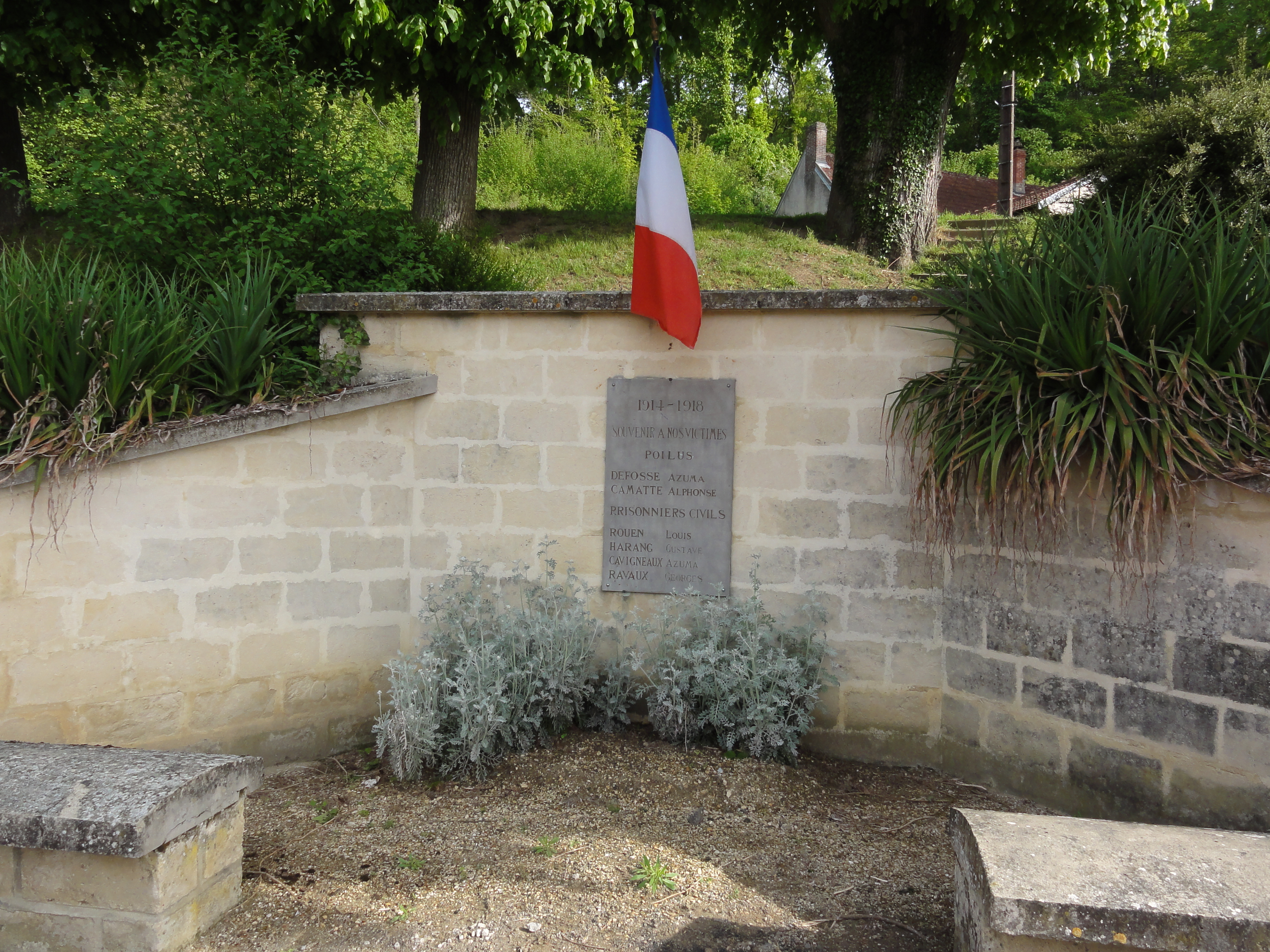
Gefallenendenkmal

- Kirche Saint-Nicolas
- Brunnen
- Gefallenendenkmal